# Valjevo
Valjevo (serbio cirílico: Ваљево) es una ciudad de Serbia. El municipio de Valjevo está situado en el oeste de Serbia Central, y es el centro administrativo del distrito de Kolubara, que incluye a cinco municipios más pequeños, con una población total de casi 200 000 personas. Según el censo de 2002, tenía 96 761 habitantes, de los cuales 61 270 eran urbanos, y 35 491 rurales.  
Ocupa una superficie de 905 km², y su altitud es de 185 m s. n. m. Su núcleo se formó cerca del río Kolubara, un afluente del río Sava. La zona de Valjevo tiene un clima suave y templado.

## Historia

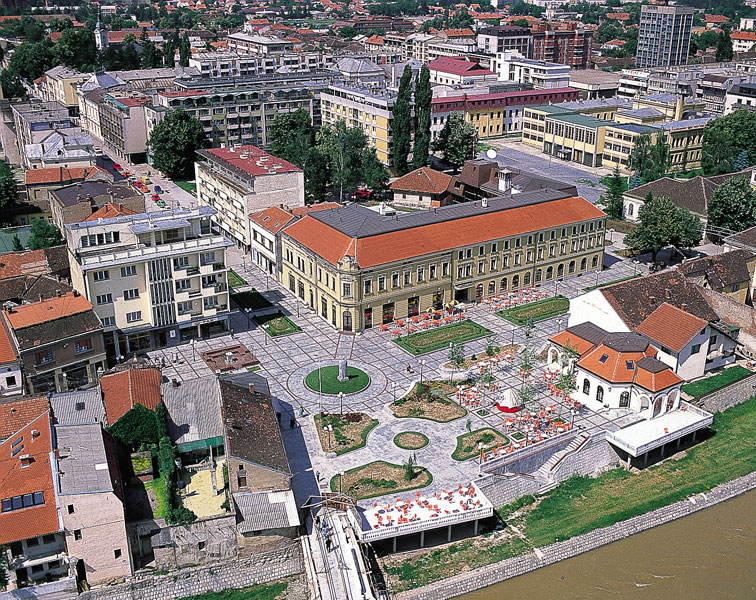
El centro de la ciudad de Valjevo

En la cercana localidad de Petnica fueron encontrados los primeros restos de hábitat del Neolítico en Serbia, de 6000 años de antigüedad. En época romana, la zona era una parte integral de la provincia de Mesia. Valjevo se mencionó por primera vez en 1393, cuando era un paso importante en la ruta comercial que unía Bosnia con Belgrado. Con el comienzo del siglo XIX, comenzó el proceso histórico de la transformación rápida de la mayor parte del territorio de Serbia y sus rebeliones contra el dominio otomano. En el siglo XX, se aceleró el desarrollo de la ciudad, que se convirtió en un importante núcleo industrial y cultural. Durante la Primera Guerra Mundial, en las inmediaciones de Valjevo, tuvo lugar la batalla de Kolubara, en la ciudad se instaló un gran hospital para los heridos. 
Durante la Segunda Guerra Mundial, la ciudad sufrió una severa destrucción, al ser un centro de la confrontación entre las fuerzas nazis y las partisanas. Precisamente en Valjevo los nazis ejecutaron a Stjepan Filipović, un líder partisano que se convertiría en un símbolo de la resistencia al fascismo, y fue nombrado héroe nacional de Yugoslavia.
Al final del siglo XX, la ciudad también fue objeto de los bombardeos de la OTAN en respuesta a la guerra de Kosovo, que causaron graves daños en sus principales infraestructuras.

## Economía
La economía de Valjevo se caracteriza por un gran número de pequeñas empresas privadas que trabajan en el campo de la metalurgia, la alimentación, y en menor medida, la industria textil. Su principal factoría industrial es la fábrica de armas Krušik, fundada en 1939, que después de los bombardeos que sufrió por parte de la OTAN en 1999 ha conseguido rehacer sus instalaciones y funcionar con relativa normalidad, con 1500 empleados en 2009.

## Demografía
| Composición étnica del municipio (censo de 2002) |           |  |  |  |  |  |  |  |  |
| Grupo étnico                                     | Población |  |  |  |  |  |  |  |  |
| Serbios                                          | 93 064    |  |  |  |  |  |  |  |  |
| Romaníes                                         | 1314      |  |  |  |  |  |  |  |  |
| Montenegrinos                                    | 244       |  |  |  |  |  |  |  |  |
| Yugoslavos                                       | 224       |  |  |  |  |  |  |  |  |
| Otros                                            | 1915      |  |  |  |  |  |  |  |  |
| TOTAL                                            | 96.761    |  |  |  |  |  |  |  |  |
|                                                  |           |  |  |  |  |  |  |  |  |

## Comunicaciones

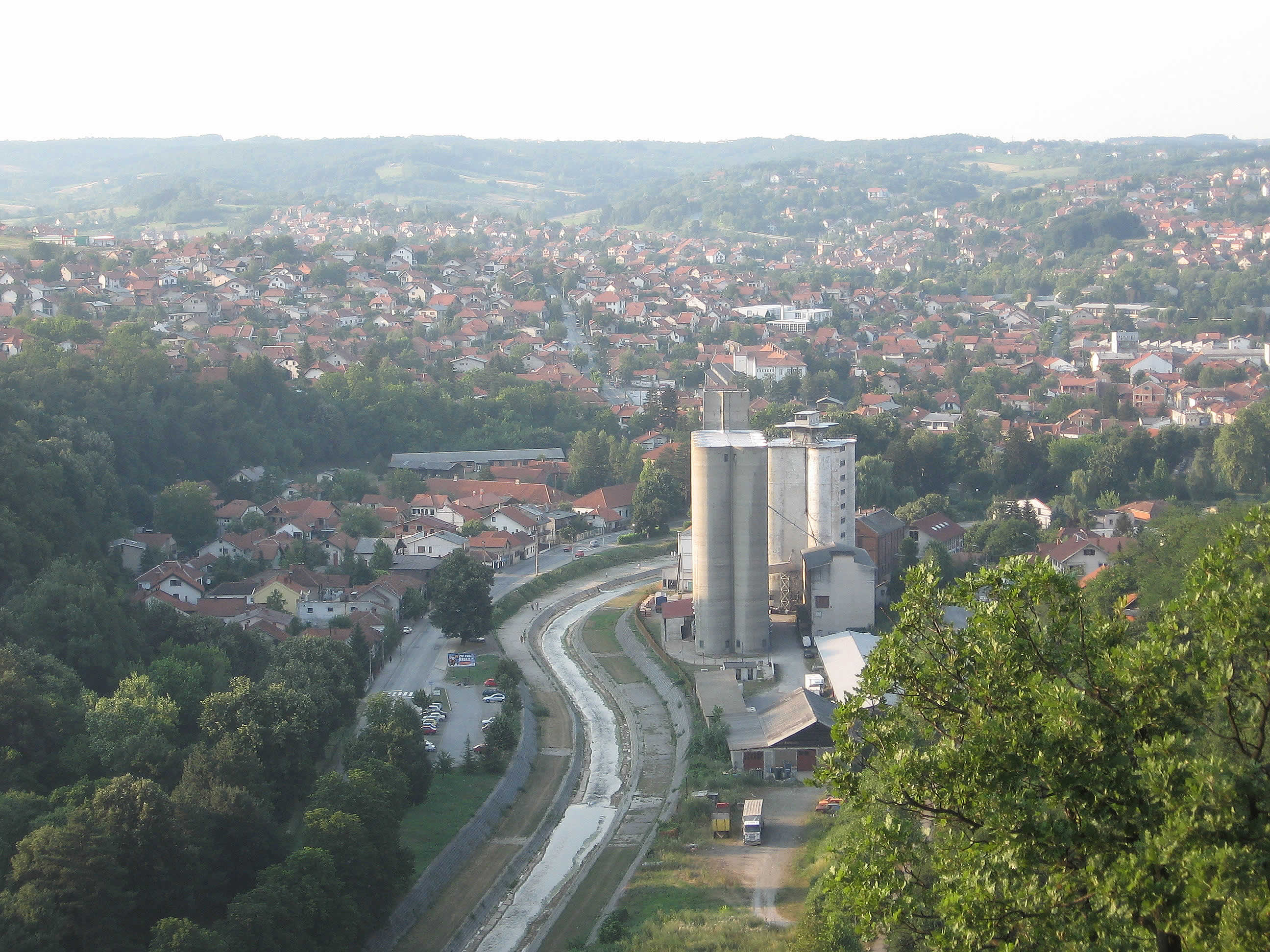
Vista general de la ciudad de Valjevo

Valjevo se encuentra a 100 km de la capital, Belgrado, y en las inmediaciones de una de las arterias de tráfico más importantes del país, la Ibarska Magistrala, que conecta el norte y el sur de Serbia. También pasa por la ciudad el ferrocarril Belgrado-Bar, que conecta la capital serbia con Montenegro y el mar Adriático.

## Ciudades hermanadas
- Prievidza (Eslovaquia)
- Pfaffenhofen (Alemania)
- Sittard (Países Bajos)